# Ratpenat frugívor de nas curt petit
El ratpenat frugívor de nas curt petit (Cynopterus brachyotis) és una espècie de ratpenat de la família dels pteropòdids. Viu a Cambodja, la Xina, l'Índia, Indonèsia, Laos, Malàisia, Myanmar, Singapur, Sri Lanka, Tailàndia, Timor Oriental i el Vietnam. El seu hàbitat natural són els boscos, els jardins i els horts. Es creu que no hi ha cap amenaça significativa per a la supervivència d'aquesta espècie en general, però les poblacions del sud d'Àsia estan amenaçades per la desforestació.